# Clase Sa'ar 5
La clase Sa'ar 5 (en hebreo: סער) es una clase de corbetas de la Marina de Israel, su diseño está basado en las lecciones aprendidas de los buques de la clase Sa'ar 4.5. Tres buques de la clase Sa'ar 5 han sido construidos por Northrop Grumman Ship Systems (anteriormente Litton-Ingalls Shipbuilding Corporation de Pascagoula, Misisipi) para la armada de Israel, siguiendo un diseño israelí. Los buques de la clase Sa'ar 5, son los más avanzados de superficie de la flota israelí y tuvieron un coste 260 millones de dólares estadounidenses cada una.
El cabeza de la clase, el INS Eilat, fue botado en febrero de 1993, seguido del INS Lahav en agosto de 1993 y del INS Hanit en marzo de 1994.

## Historial

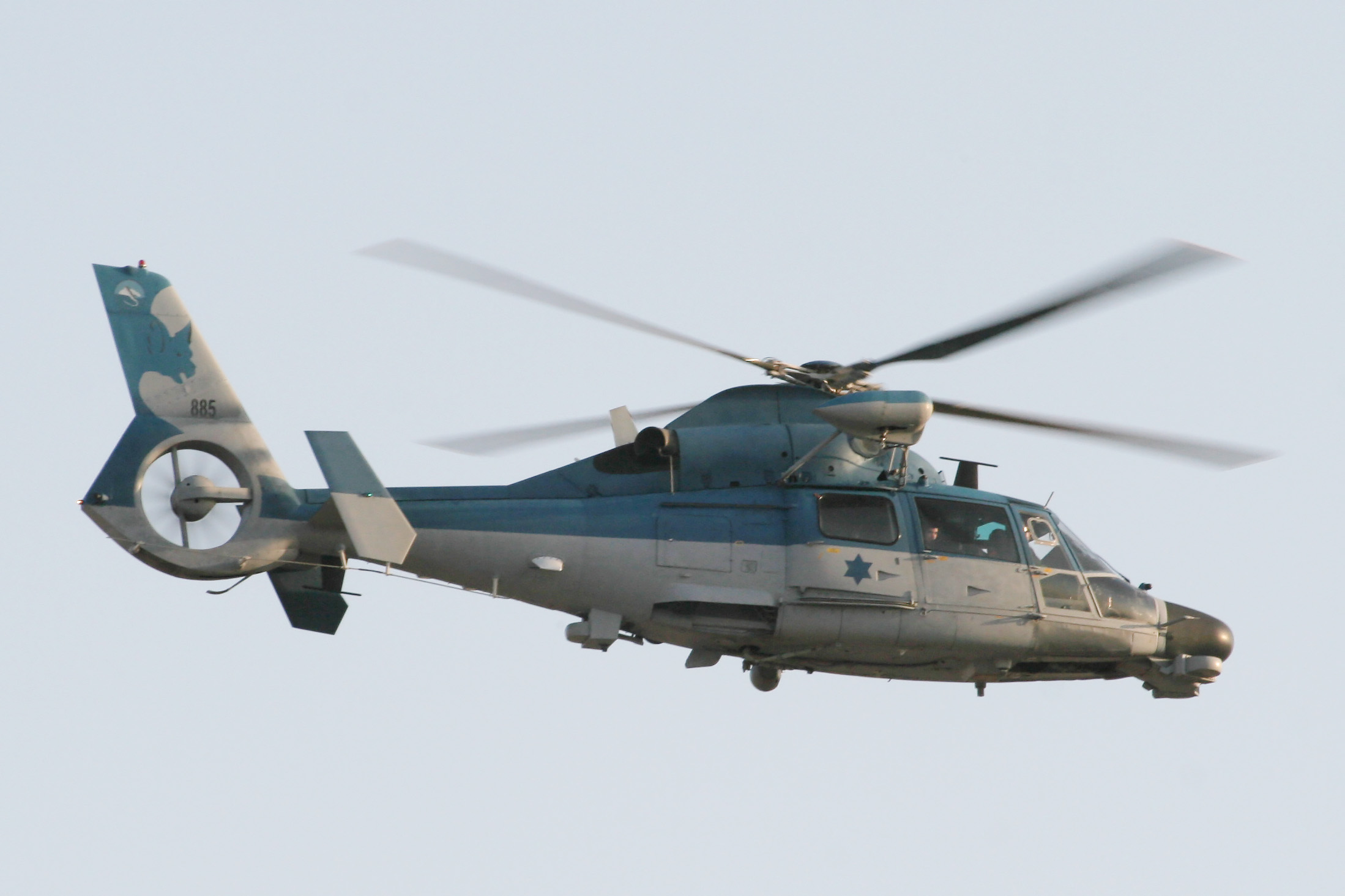
Un Eurocopter AS565, similar a los usados por la IAF, y desplegados por las corbetas de la clase Sa'ar 5

El 14 de julio de 2006, mientras navegaba frente a las costas libanesas, el INS Hanit fue atacado por Hezbolá, con una versión iraní del misil chino C-802. La explosión causó el hundimiento de la plataforma para apontaje de helicópteros y las llamas amenazaron el almacenaje de combustible para aviación. Las llamas no pudieron ser extinguidas hasta varias horas después. A pesar de los daños sufridos, el buque permaneció a flote, se retiró de la línea de fuego y utilizó el resto de la jornada en retornar al puerto de Ashdod para realizar reparaciones. Cuatro marineros de las fuerzas de defensa de Israel perdieron la vida. El buque está actualmente en servicio.
La posterior investigación israelí concluyó que el misil era posiblemente un C-802 que impactó en la grúa de la parte trasera del buque y que el radar del buque no estaba totalmente operativo en ese momento, que tanto el ECM como el sistema antimisiles Barak estaban en stand-by y que el capitán del buque no estaba al corriente de estos actos.

## Buques de la clase
Tres buques de la clase Sa'ar 5, han sido construidos: 
- INS Eilat (501)
- INS Lahav (502)
- INS Hanit (503)